# Один день, як дощ
«Один день, як дощ» (One Day Like Rain) — американський науково-фантастичний драматичний фільм 2007 року, написаний та знятий Полом Тодіско.

## Про фільм
Дівчинка-підліток живе в передмісті Каліфорнії. Вона розробляє метафізичний експеримент, щоб врятувати світ від того, що вона вважає неминучою загибеллю.
Але результати такого експерименту виявляються корисними і руйнівними водночас.

## Знімались
| Актор            | Роль        |
| ---------------- | ----------- |
| Саманта Фігура   | Джина       |
| Мартіна Реса     | Дженніфер   |
| Джессі Айзенберг | Марк        |
| Ділан Куссман    | Мік         |
| Маріса Петроро   | Тетяна      |
| Беккі Старк      | Беккі Старк |